# Zeche Hansa
Die Zeche Hansa war ein Steinkohle-Bergwerk im Dortmunder Stadtteil Huckarde.

## Bergwerksgeschichte

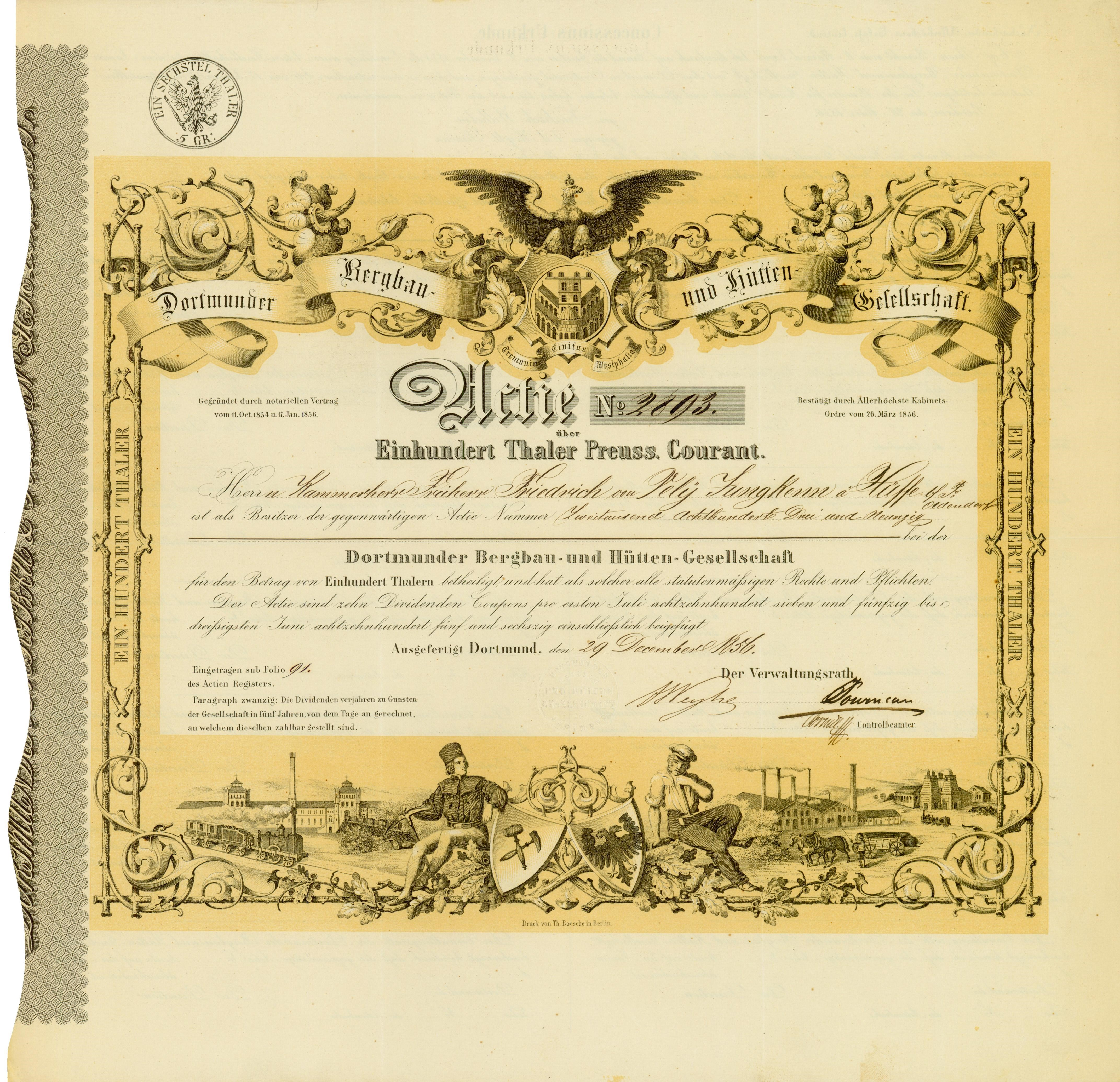
Aktie der Dortmunder Bergbau- und Hütten-Gesellschaft vom 29. Dezember 1856

Das Bergwerk wurde am 17. November 1855 von der Dortmunder Bergbau- und Hütten-Gesellschaft angelegt. Nach ersten Schürfversuchen im Jahr 1840 begann man 1856/1857 mit dem Abteufen der Schächte Hansa 1 und Hansa 2. Die Arbeiten wurden aber wegen des Konkurses der Dortmunder Bergbau- und Hütten-Gesellschaft 1859 eingestellt.
1862 ging die Zeche Hansa mit der Konkursmasse durch Zwangsversteigerung auf Gustav Arndt über, der sie 1866 an die Preußische Bergwerks- und Hütten-AG (nicht identisch mit der erst 1923 gegründeten Preussag) verkaufte. Unter der neuen Eigentümerin nahm der Schacht 1 1869 die Förderung auf. Nach dem Zusammenbruch der Preußischen Bergwerks- und Hütten-AG übernahm der Westfälische Grubenverein 1877 die Zeche Hansa und setzte das Abteufen des Schachtes fort. 1889 erwarb die Gelsenkirchener Bergwerks-AG das Feld.
1926 ging auch die Zeche Hansa in den Besitz der Vereinigte Stahlwerke AG über und wurde der Gruppe Dortmund zugeordnet, bei der sie auch nach der Ausgliederung der Bergwerksbetriebe aus der Vereinigte Stahlwerke AG und der Neuordnung der Gelsenkirchener Bergwerks-AG 1933 verblieb. Seit 1928 bildete sie mit der benachbarten Kokerei Hansa eine Einheit.
Am 4. Juli 1940 kam es zu einem Unglück mit 52 Toten. Am 16. März 1944 ereignete sich ein weiteres Unglück mit 95 Toten und 37 Verletzten durch Schlagwetterexplosionen.
Am 3. Februar 1945 wurden die Tagesanlagen durch Bombenangriffe nahezu vollständig zerstört und die Förderung musste eingestellt werden. Im Rahmen der Neuordnung der Montanindustrie durch die Alliierten ging die Zeche Hansa 1953 in den Besitz der Hansa Bergbau AG über, die zu 50 % im Besitz der Dortmunder Bergbau AG war. Hansa übernahm am 1. April 1956 den Betrieb der Schachtanlage Westhausen. Im Jahr 1956 wurde ein Verbund mit der Zeche Adolf von Hansemann hergestellt, der bis zur Stilllegung der Zeche Adolf von Hansemann 1967 bestehen blieb. In dieser Zeit wurde die Zeche Hansa als Hansa-Gustav bezeichnet.

## Umbau zur Hydrogrube
Nachdem die 1967 zunächst vorgesehene Stilllegung der Zeche Hansa, wie auch die der Zeche Pluto in Wanne-Eickel, durch die Proteste der Belegschaft aufgeschoben wurde, erlangte das Bergwerk bei politisch links stehenden Menschen und bei Bergbautraditionalisten eine symbolische Bedeutung.
1975 begann die Hansa Bergbau AG mit dem Umbau der Zeche Hansa zur Hydrogrube. Die konventionelle Kohlengewinnung wurde am 1. Oktober 1977 eingestellt. Nach Abschluss des Forschungsvorhabens „Hydromechanische Kohlengewinnung“ legte man die Grube Hansa am 28. November 1980 endgültig still. 1983 wurde Schacht 2 als Wetterschacht mit Befahrungseinrichtung für die Zeche Minister Stein umgebaut.
Am 22. März 1979 ereignete sich auf der Zeche Hansa das letzte Grubenunglück Dortmunds. Bei einer Schlagwetterexplosion starben sieben Bergleute.
Nach der Stilllegung wurden fast alle Tagesanlagen abgerissen.

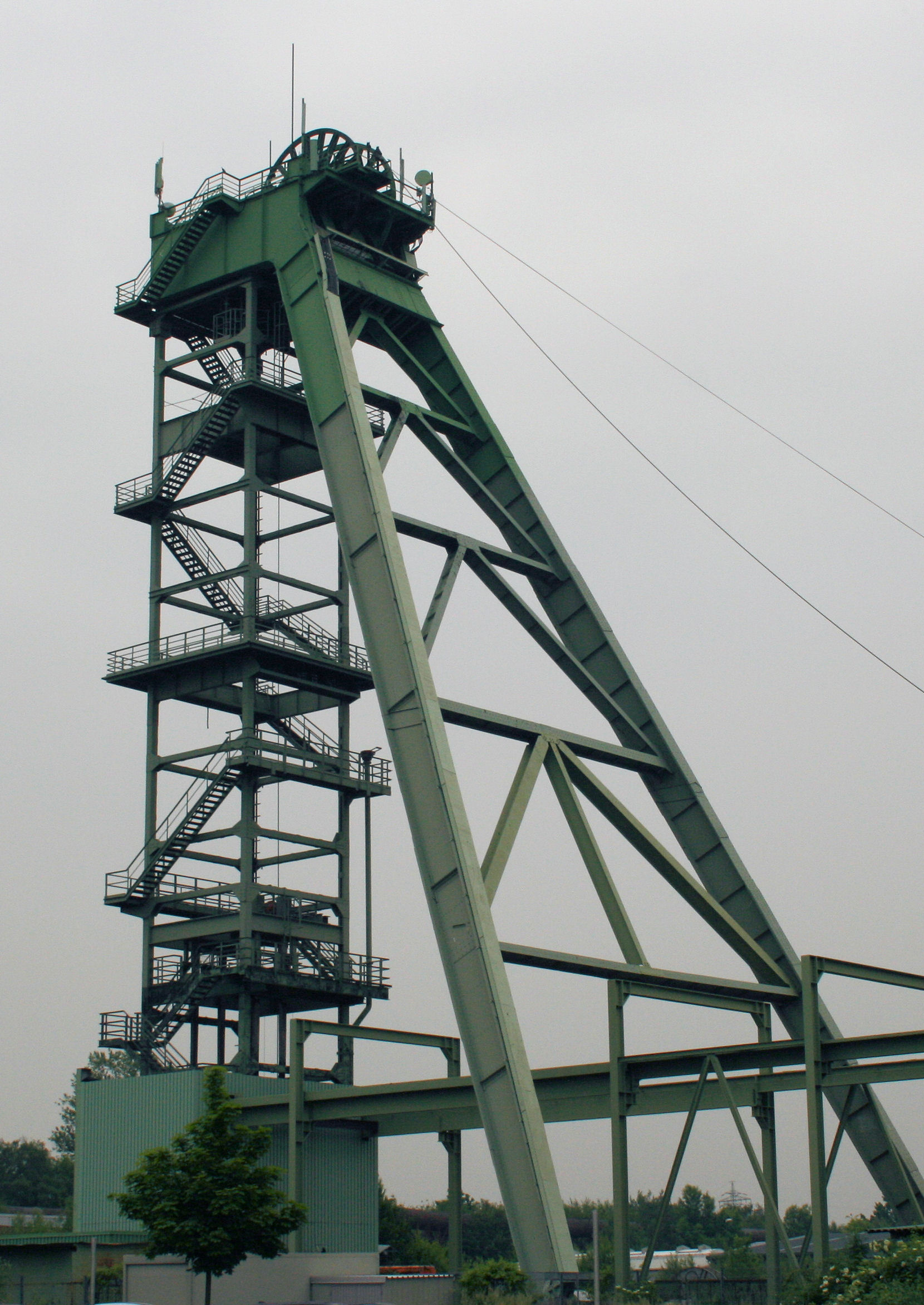
Das Fördergerüst der Zeche Hansa: Hier wurde bis 2014 Grubenwasser abgepumpt

## Was geblieben ist
Von Hansa waren bis Anfang 2016 die Schächte 2 und 3 noch offen. Sie gehörten zur zentralen Wasserhaltung der RAG. Bis Juni 2014 wurde hier in einer Teufe von ca. 800 Metern Grubenwasser aus stillgelegten Zechen im Dortmunder Nordwesten gepumpt, danach wurde der Pumpenbetrieb eingestellt. Beide Schächte wurden Anfang 2016 verfüllt. Über Schacht 3 befindet sich ein markantes, 1930 errichtetes Fördergerüst, und das nach dem Zweiten Weltkrieg wiederaufgebaute Fördermaschinenhaus. Fördergerüst und Fördermaschinengebäude sind in die Denkmalliste der Stadt Dortmund als Baudenkmal eingetragen. 2015 wurde das Fördergerüst von der Stiftung Industriedenkmalpflege und Geschichtskultur übernommen und soll ertüchtigt und neuen Nutzungen zugeführt werden.
Weiterhin erhalten ist die „Alte Schmiede“ als Teil eines früheren Werkstattgebäudes, das 1905 von dem Gelsenkirchener Architekten Paul Knobbe im Stil der niederdeutschen Backsteingotik errichtet wurde. Das Gebäude wird heute als Kultur- und Veranstaltungsstätte genutzt. Das Gebäude ist in die Denkmalliste der Stadt Dortmund als Baudenkmal eingetragen.
Das ehemalige Schalthaus ist heute Sitz der BFS health finance GmbH. Auf dem restlichen Gelände befindet sich der Gewerbepark Hansa.